# Williams (Minnesota)
Williams ist eine Kleinstadt (mit dem Status „City“) im Lake of the Woods County im US-amerikanischen Bundesstaat Minnesota. Das U.S. Census Bureau hat bei der Volkszählung 2020 eine Einwohnerzahl von 157 ermittelt.

## Geografie
Williams liegt im Norden Minnesotas, rund 15 km südlich des Lake of the Woods, durch den die Grenze zu Kanada verläuft. Der Ort liegt auf 48°46′06″ nördlicher Breite, 94°57′19″ westlicher Länge und erstreckt sich über 2,51 km². 
Benachbarte Orte von Williams sind Roosevelt (11,3 km nordwestlich), Long Point (23,3 km nördlich) und Baudette (27,5 km ostsüdöstlich).
Die nächstgelegenen größeren Städte sind Fargo in North Dakota (350 km südwestlich), Winnipeg in der kanadischen Provinz Manitoba (235 km nordwestlich), Thunder Bay am Oberen See in der kanadischen Provinz Ontario (487 km östlich), Duluth (373 km südöstlich) und Minneapolis (523 km südsüdöstlich).

## Verkehr
In Williams kreuzen die Minnesota State Routes 2 und 11. Alle weiteren Straßen sind untergeordnete Landstraße, teils unbefestigte Fahrwege sowie innerörtliche Verbindungsstraßen.
Parallel zur MN 11 verläuft eine Eisenbahnstrecke der Canadian National Railway durch Williams.
28,5 km ostsüdöstlich von Williams liegt mit dem Baudette International Airport ein kleiner Flugplatz. Die nächsten größeren Flughäfen sind der Hector International Airport in Fargo (349 km südwestlich), der Winnipeg James Armstrong Richardson International Airport (243 km nordwestlich), der Thunder Bay Airport (485 km östlich) und der Minneapolis-Saint Paul International Airport (546 km südsüdöstlich).

## Demografische Daten
Nach der Volkszählung im Jahr 2010 lebten in Williams 191 Menschen in 86 Haushalten. Die Bevölkerungsdichte betrug 76,1 Einwohner pro Quadratkilometer. In den 86 Haushalten lebten statistisch je 2,22 Personen. 
Ethnisch betrachtet setzte sich die Bevölkerung zusammen aus 95,3 Prozent Weißen, 1,0 Prozent (zwei Personen) Afroamerikanern, 0,5 Prozent (eine Person) amerikanischen Ureinwohnern, 2,6 Prozent Asiaten sowie 0,5 Prozent (eine Person) aus anderen ethnischen Gruppen. Unabhängig von der ethnischen Zugehörigkeit waren 0,5 Prozent (eine Person) der Bevölkerung spanischer oder lateinamerikanischer Abstammung. 
27,7 Prozent der Bevölkerung waren unter 18 Jahre alt, 54,0 Prozent waren zwischen 18 und 64 und 18,3 Prozent waren 65 Jahre oder älter. 49,7 Prozent der Bevölkerung war weiblich.

Das mittlere jährliche Einkommen eines Haushalts lag bei 38.500 USD. Das Pro-Kopf-Einkommen betrug 19.722 USD. 7,0 Prozent der Einwohner lebten unterhalb der Armutsgrenze.